# Eunos 300
Eunos 300（日語：ユーノス300）是日本馬自達於1990年代採多品牌與銷售渠道策略，掛上副品牌「Eunos」並於該經銷商體系發售的四門運動型轎車，其兄弟車為馬自達Persona。
1989年10月開始在日本上市，外觀以其兄弟車Persona為藍本而設計，相異之處為車頭進氣柵、四顆圓型尾燈、運動化座椅等，事實上底盤、引擎、煞車、懸吊系統等主要機械元件仍舊共用。該款車在Eunos品牌系列裡屬於中等級距車種。
縱然馬自達替這部車設計出跑車式的特點企圖刺激銷售，但是事與願違，總共只出售了4,746輛而已。隨後因Persona停產，這部車也正式下線。

## 外部連結
- （日語）Gazoo.com - 1990年 ユーノス 300